# فرودگاه بیلا کرکوا
فرودگاه بیلا کرکوا (به انگلیسی: Bela Crkva Airport) (به زبان بومی: Crvena Crkva Airport) یک فرودگاه غیرنظامی با کد یاتا BCR است که یک باند فرود چمن دارد و طول باند آن ۷۰۰ متر است. این فرودگاه در کشور صربستان قرار دارد و در ارتفاع ۷۵ متری از سطح دریا واقع شده‌است.